# Cabo Piombino
El cabo Piombino (del italiano: Promontorio di Piombino) es un cabo que se eleva al norte de la ciudad de Piombino, en el extremo meridional de la provincia de Livorno, hacia el final de la costa de los Etruscos en la región de  Toscana,  Italia.
Se considera habitualmente como el punto de división entre el mar de Liguria y el mar Tirreno. El canal de Piombino lo separa de la Isla de Elba.